# Wilfrid Le Gros Clark
Pour les articles homonymes, voir Clark.
Wilfrid Le Gros Clark (5 juin 1895 - 28 juin 1971) est un anatomiste et un chirurgien britannique qui a apporté une contribution significative à la paléoprimatologie et à la paléoanthropologie.

## Formation
Wilfrid Edward Le Gros Clark fit ses études secondaires à l'école privée de Blundell (en), puis des études à la faculté de médecine de St Thomas' Hospital, à Lambeth, dans le Grand Londres.

## Carrière
Il commença sa carrière de médecin en 1918 sur le front de la Première Guerre mondiale, dans le Nord de la France.
En 1934, il obtient la chaire d'anatomie de l'université d'Oxford. L'année suivante, il est admis à la Royal Society.
Il obtient la médaille royale en 1961.

## Paléoanthropologie
Avec Kenneth Oakley et Joseph Weiner, il a démontré en 1953 que l'homme de Piltdown relevait d'une fraude scientifique, mettant fin à une longue supercherie.

## Paléoprimatologie
Avec Louis Leakey, il a décrit plusieurs espèces de singes fossiles découverts en Afrique de l'Est :
- † Proconsul major, Le Gros Clark & Leakey, 1950
- † Proconsul nyanzae, Le Gros Clark & Leakey, 1950
- † Dendropithecus macinnesi, Le Gros Clark & Leakey, 1950

## Publications
- Le Gros Clark W. E. (1928), Rhodesian man, Man 28: p.206–207
- Le Gros Clark W. E. (1935), Man’s place among the primates, Man 35: p.1–6
- Le Gros Clark W. E. (1936), Evolutionary parallelism and human phylogeny, Man 36: p.4–8
- Le Gros Clark W. E., Cooper D.M., Zuckerman S. (1936), The endocranial cast of the chimpanzee, J. Roy. Anthropological Institute, 66: p.249–268
- (en) W. E. Clark, « Palaeontological Evidence Bearing on Human Evolution », Biological Reviews, vol. 15, no 2,‎ 1940, p. 202–230 (DOI 10.1111/j.1469-185X.1940.tb00755.x, S2CID 85333056)
- (en) W. E. Clark, « The Relationship between Pithecanthropus and Sinanthropus », Nature, vol. 145, no 3663,‎ 1940, p. 70–71 (DOI 10.1038/145070a0, Bibcode 1940Natur.145...70C, S2CID 4112325)
- (en) W. E. Clark, « Significance of the Australopithecinae », Nature, vol. 157, no 4000,‎ 1946, p. 163–165 (PMID 20991722, DOI 10.1038/157863a0, S2CID 28320890)
- Le Gros Clark W. E. (1949), History of the primates, British Museum (Natural History), London
- Le Gros Clark W. E. (1955), The fossil evidence for human evolution : An introduction to the study of paleoanthropology, The Scientist’s Library : Biology and Medicine, University of Chicago Press, Chicago (2e édition en 1964)
- Le Gros Clark W. E. (1967), Man-Apes or Ape-Men ? The Story of Discoveries in Africa, Holt, Rinehart and Winston, New York
- Le Gros Clark W. E. (1968), Chant of pleasant exploration, E. and S. Livingstone, Edinburgh (autobiographie)